# Senoculus purpureus
Senoculus purpureus är en spindelart som först beskrevs av Simon 1880.  Senoculus purpureus ingår i släktet Senoculus och familjen Senoculidae. Inga underarter finns listade i Catalogue of Life.